# 2-etoxietanol
2-Etoxietanol, también conocido como Cellosolve, es un disolvente con amplias aplicaciones comerciales e industriales.  Es un líquido incoloro, casi inodoro y miscible en agua, etanol, éter etílico, acetona, y acetato de etilo.
El 2-Etoxietanol se puede obtener a partir de la reacción entre el óxido de etileno y etanol.
Al igual que otros glicol éteres, el 2-etoxietanol tiene la propiedad de disolver diferentes compuestos químicos. Es capaz de disolver aceites, resinas, grasa, ceras, nitrocelulosa y lacas.